# Rosa Maltoni
Rosa Maltoni (épouse Mussolini, née à Forlì le 22 avril 1858 et morte à Predappio le 19 février 1905)  est la mère du fondateur et leader fasciste italien Benito Mussolini.

## Vie privée
Rosa Maltoni est la mère de Benito, Arnaldo et Edvige Mussolini, la belle-mère de Rachele Mussolini et la grand-mère paternelle de Bruno Mussolini, Edda Mussolini, Romano Mussolini et Vittorio Mussolini. Rosa Maltoni était une enseignante catholique qui a épousé le socialiste Alessandro Mussolini contre la volonté de son père. Après Benito, Rosa a eu trois autres enfants, Arnaldo, Laura et Edvige. Elle est morte d'une méningite en 1905 alors que son fils, Benito Mussolini, n'avait que 22 ans.
Mussolini était apparemment très attaché à sa mère et, pendant la période fasciste, Rosa en est venue à représenter la femme italienne idéale,,,. Le 17 juin 1930, une cérémonie a eu lieu pour l'honorer en tant que « grande éducatrice et mère glorieuse ».